# 拉卡里略
拉卡里略是巴拿马贝拉瓜斯省阿塔拉亚区的一个城市，2010年是人口为630。该市设立于1998年7月29日，2000年时该市人口为750人。